# Солунски български клуб
Солунският български клуб (на гръцки: Βουλγαρική Λέσχη Θεσσαλονίκης) е културно-просветна организация на българите в Егейска Македония, съществувала в окупирания от германски войски град Солун, Гърция, по време на Втората световна война. Създаден е на 1 май 1941 година, няколко дни след окупацията на Солун от германските войски, и се стреми да привлече българоговорщите жители на Солун и Егейска Македония като цяло към българската идея с крайната цел да представи на германските власти възможно най-много българи в Македония, за да постигне в един момент присъединяване към България. Създаването на клуба притеснява гръцките власти, които провеждат целенасочена политика за дискредитацията му пред немското командване с цел да го закрият.

## История

### Създаване и първи Управителен съвет
Клубът е създаден на 1 май 1941 година, след като германските войски окупират Солун на 22 април. Според протокола от основаването на Клуба на 1 май 1941 година в сградата, в която преди се е намирала Югославската търговска камара в Солун, на улица „Комнини“ № 6, се събират Недялко А. Чаушев, Крум Попев, Константин Богданов, Нестор Ангелов, Стоян Руков, Никола Филипов и Димитър Иванов и решават да създадат сдружение, наречено Солунски български клуб „с образователна и културна цел“. Недялко Чаушев е вдъхновител на идеята за създаване на Българския клуб. Той е роден в Солун и има гръцко гражданство и носи гръцка форма на името Цаусис (Τσαούσης) или Цаусоглу (Τσαούσογλου). На 10 септември 1941 година Чаушев подава до Главната администрация на Солун заявление за създаване и действие на Българския клуб, заедно с неговия устав, а на 26 октомври 1941 година военният командир на „Солун-Егея“ генерал-лейтенант Курт фон Кренцки изпраща до българския офицер за връзка капитан I ранг Сава Иванов одобрението на работата на Клуба. Българският клуб действа под надзора на германския военен комендант на града, а българският офицер за връзка отговаря за легалнността на действията му. Освен това военният комендант трябва да одобри председателя на клуба и на членовете на клуба не е позволено да имат оръжие, освен ако не е дадено специално разрешение на конкретни лица от Солунския гарнизон.

### Устав
Член № 2 на Устава на Солунския български клуб гласи, че целта му е: а) да работи и да сътрудничи за моралното, културно и образователно развитие на своите членове; б) да организира и ръководи взаимопомощта между българите от този регион; в) да осигури здравно образование и да се грижи за физическото развитие на своите членове и техните семейства; г) всячески да работи с цел физическо развитие, възпитание и като цяло културната дейност на българите и семействата от региона. Според член № 4 от Устава членове на Клуба могат да станат българи, родени в Македония или от македонски произход. Членовете трябваше да плащат годишен членски внос от 120 драхми. Всеки член на Клуба получава карта, в която се посочват името му, семейното му положение и професията му. Печатът на Клуба гласи „Солунски български клуб“, в средата са изобразени Св. св. Кирил и Методий, на чийто празник 24 май Клубът празнува. Изготвеният устав на Клуба е съобразен с гръцките закони и е изпратен на гръцките власти за утвърждение, но легализирането му преднамерено е забавено.

### Финансиране
Ръководството на Клуба е във връзка с представителите на българското правителство в Солун, като чрез него получава помощи и изпраща своите искания. За нуждите на Клуба българското правителство първоначално отпуска 300 000 лева. Първоначално са изразходвани 40 000 лева за подпомагане на негови бедни членове, на освободени затворници, заточеници и военнопленници.

### Членска маса
За кратко време в нея членство заявяват 20 хиляди души, които са главно глави на семейства от областта. По искане на главния губернарот Р. Рангавис на 15 юли 1941 година германския комендант на Солун нарежда да бъде преустановено записването на нови членове в клуба, след което са изземани вече издадени членски карти, заради което частично дейността на клуба замира. Според данни от окупационната служба на Центъра за чужденци в Солун, членовете на Солунския български клуб през октомври 1942 година са 14 149. Около година и половина по-късно, през април 1944 година, Клубът има 18 426 членове. Тези хора са не само от Солун, но и от районите на Западна и Централна Македония.
На членовете на Клуба са раздавани стоки като захар, кафе, сапун и олио, дефицитни по време на окупацията. Клубът също така обещава на своите членове безплатни медицински грижи и образование, намиране на работа и подкрепа пред германските власти. Според гръцкия историк Христос Кардарас членове на Клуба стават и хора от подземния свят на града, за да имат защитата на Клуба и съответно на Българското консулство, в случай на арест от гръцката полиция. Според него също така членове стават и много хора с гръцко самосъзнание, които целят да оцелееят. Някои такива в дадени моменти напускат Клуба, но броят на напусналите членове не е премахнат от регистъра на Клуба. Българската страна заявява през октомври 1942 година, че Клубът има 80 000 членове. Според българския историк Георги Даскалов гръцките служби инфилтрират провокатори и свои агенти в Клуба, за да възпрепятстват дейността му.

### Втори Управителен съвет
На 9 ноември 1941 година в централата на Клуба се събират около 400 делегати българи от Солун и други селища в Егейска Македония. На 10 ноември по предложение на капитан Сава Иванов е избран нов Управителен съвет в състав Александър Самарджиев председател, Божин Шатрев подпредседател, Петър Далкалъчев секретар, а Петър Демерджиев домакин-касиер. В новия Управителен съвет влизат и членовете съветници Георги Гечев, Нестор Ангелов (Ангелович) и Никола Филипов (Филипович). В Контролния съвет влизат Димитър Шанов председател и членове Стоян Юруков и Мони Чолаков. Капитан Иванов докладва за събранието на премиера Богдан Филов, външния и вътрешния министър и началника на Щаба на войската и предлага, за да се избегнат недоразумения като тези със стария председател и ръководството на клуба да бъде поставено под контрола на София, новият председател на Управителния съвет да няма дипломатически паспорт и да бъде лишен от някои дотогавашни правомощия. Клубът е подчинен на надзора на генерал-лейтенант фон Кренцки.

### Дейност

#### Връзка с местни българи
Като първа задача на новосъздадения клуб се оформя издирването и освобождаването на заточените по гръцки острови българи. Ръководството му предава постъпилите до него молби за съдействие на представителите на българското правителство в Солун. Клубът приема и молби за закрила от местни българи срещу извършени гръцки изстъпления срещу тях. На 8 май 1941 година българи от Ракита се оплакват до неговия председател за гръцко въоръжено нападение срещу селото им. Друга дейност на Клуба е защитата пред германците на местни българи, обвинени от гърците, че са комунистически активисти.

#### Български църкви
На 15 януари 1942 година, след постоянен натиск от страна на Българския клуб върху германските власти в Солун, църквата „Свети Йоан Златоуст“ в Солун е върната на българите. Строежът на тази църква е започнат в 1907 година от Солунската българска община. Църквата е окончателно завършена след като Солун попада в Гърция в 1912 година и от „Свети Георги“ е преименувана на „Свети Йоан Златоуст“.
В началото на юни 1942 година на българската общност е дадена и сръбската църква „Свети Сава“ на улица „Камвуния“ № 1, метох на Хилендарския манастир.

#### Българско училище
Основна цел на Българския клуб в Солун е създаването на българско училище в града. На 25 април 1942 година военният комендант на Солун-Егея одобрява създаването на българско училище в сградата на бившето сръбско училище на улица „Агия Триада“ № 15. Според Христос Кардарас гладът кара много гърци да запишат децата си там. По-късно от България са изпратени книги и канцеларски материали. През учебната 1942/1943 година в българското училище, което има седем паралелки, са записани около 350 ученици. Според Кардарас много от записаните или изобщо не присъстват или отпадат по-късно. В списъка, даден от училището на германските власти, са записани имената на 185 ученици. На следващата учебна година 1943/1944 учениците на българското училище в Солун са 200.
В 1943 година директор на училището става Ст. Христов. В 1944 година директор става Папанастасов. Това провокира реакциите на други двама учители, които остават в София през февруари и май 1944 година и така училището през това време не работи.
На 16 април 1944 година тържествено е открита българска гимназия в Осман Али бей вила на улица „Василиса Олга“, но гимназията така и не започва да работи. В сградата до края на окупацията има общежитие за ученици, които не са от Солун, което се използва и за настаняване на официалните български лица, пристигнали в града.
Българският клуб от Солун многократно се опитва да отвори отново старото българско училище на улица „Монастири“, но това не става.

#### Други дейности
През март 1942 година в клуба има 22 български полицаи. В централата на Клуба имаше и българска военна делегация, първоначално оглавявана от капитан от запаса Димитър Геранов. Тази военна делегация се състои от трима български офицери, които работят там постоянно, но често идват и други офицери от България. В средата на ноември 1941 година в Солун пристига българският генерал Атанас Жилков и заедно с основния си сътрудник майор Любомир Митков, назначен за военна връзка в кабинета на германския комендант на Солун-Егея, поема ръководството на цялата българска пропаганда. Взаимоотношенията на председателя на клуба Самарджиев със Жилков и Митков обаче не са добри и накрая през февруари 1942 година Самарджиев е отстранен от длъжността си и председателството е поето от родения в Солун Димитър Шанов. Няколко месеца по-късно, в края на лятото на 1942 година, Самарджиев, заедно с други членове на Клуба, се опитва да измести Шанов, обвинявайки го в злоупотреба и превишаване на правата, но това не става, тъй като Шанов има подкрепата на Митков.
През януари 1943 година в къщата на Ристович или Божин Шатрев, на улица „Агия Триада“ № 16 в Солун е създадена българска клиника, която според вестник „Зора“ от 7 юли 1943 година предоставя безплатна медицинска помощ на българите в Солун.
През март 1943 година гръцките власти продължават да заменят личните карти. Българският клуб в Солун твърди, че българите от Македония, които имат лични карти на клуба, не е необходимо да получават нови гръцки лични карти. В крайна сметка, според съобщение на германските власти, за официални лични документи се смятат само за тези, издадени от гръцките власти. През август същата година Клубът се опитва без успех да създаде „Българска търговска асоциация“ в Солун.
През септември 1943 година делегация от четиринадесет членове на Клуба, водена от Шанов и Демерджиев, присъства на погребението на българския цар Борис III. През същия месец, по време на преброяването, проведено от Службата за социални грижи в Солун, членовете на Клуба се обявяват за българи.
През февруари 1944 година Българският клуб изпраща доклад до българското правителство с искане и останалата част от Македония да бъде отстъпена на българската държава, като твърди, че българоезичните македонци са малтретирани от гърците. През април 1944 година се провежда общо събрание на Клуба, за да се избере нов Управителен съвет, но изборите не се осъществяват, тъй като има силни разногласия между членовете на Клуба.

### Ликвидиране на Клуба
През лятото на 1944 година, когато войната приближава Балканите, Българският клуб е разделен по отношение на бъдещето на Македония: Шанов и други членове подкрепят присъединяването на Македония към България, докато Демерджиев подкрепя създаването на Автономна Македония. На 3 септември 1944 година се евакуират в България българските офицери, целият персонал на Солунския български клуб и църквата. С тях тръгват и 600 души българи от Солунска област. Българският офицер Андон Калчев, активен член на Солунския клуб, е заловен и осъден на смърт от новите гръцки власти, като присъдата му е изпълнена през 1948 година.